# Aiantides (Mythologie)
Aiantides (altgriechisch Αίαντίδης Aiantídēs, lateinisch Aeantides) ist in der griechischen Mythologie der Sohn von Ajax, Sohn des Telamon, und dessen Gattin Glauke, Tochter des Kychreus.
Nach dem Tod seines Vaters wurde er zu dessen Halbbruder Teucer gegeben. Er wird bei Dictys Cretensis erwähnt.